# Horst Linde

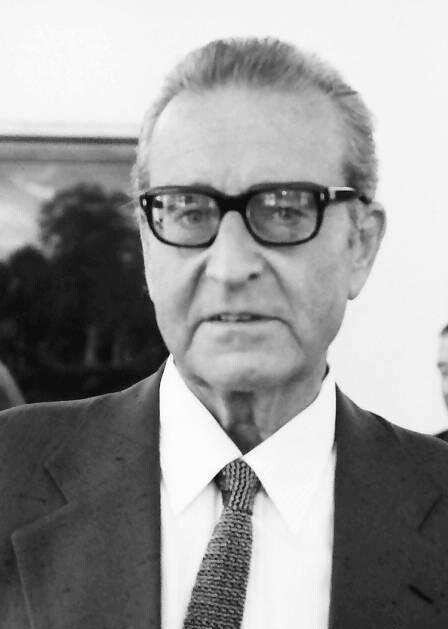
Horst Linde (1981)

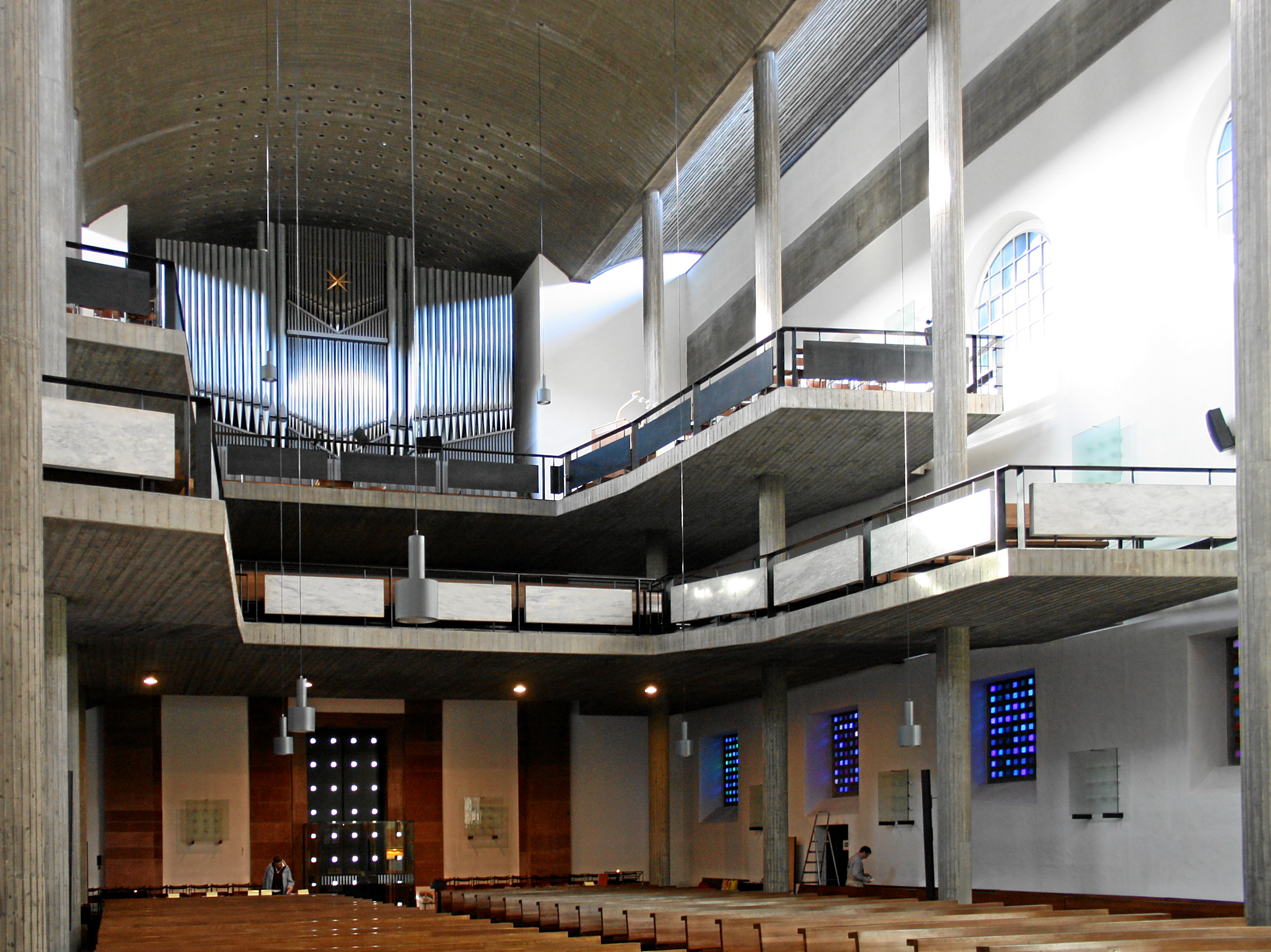
Innenraum der Stadtkirche in Karlsruhe

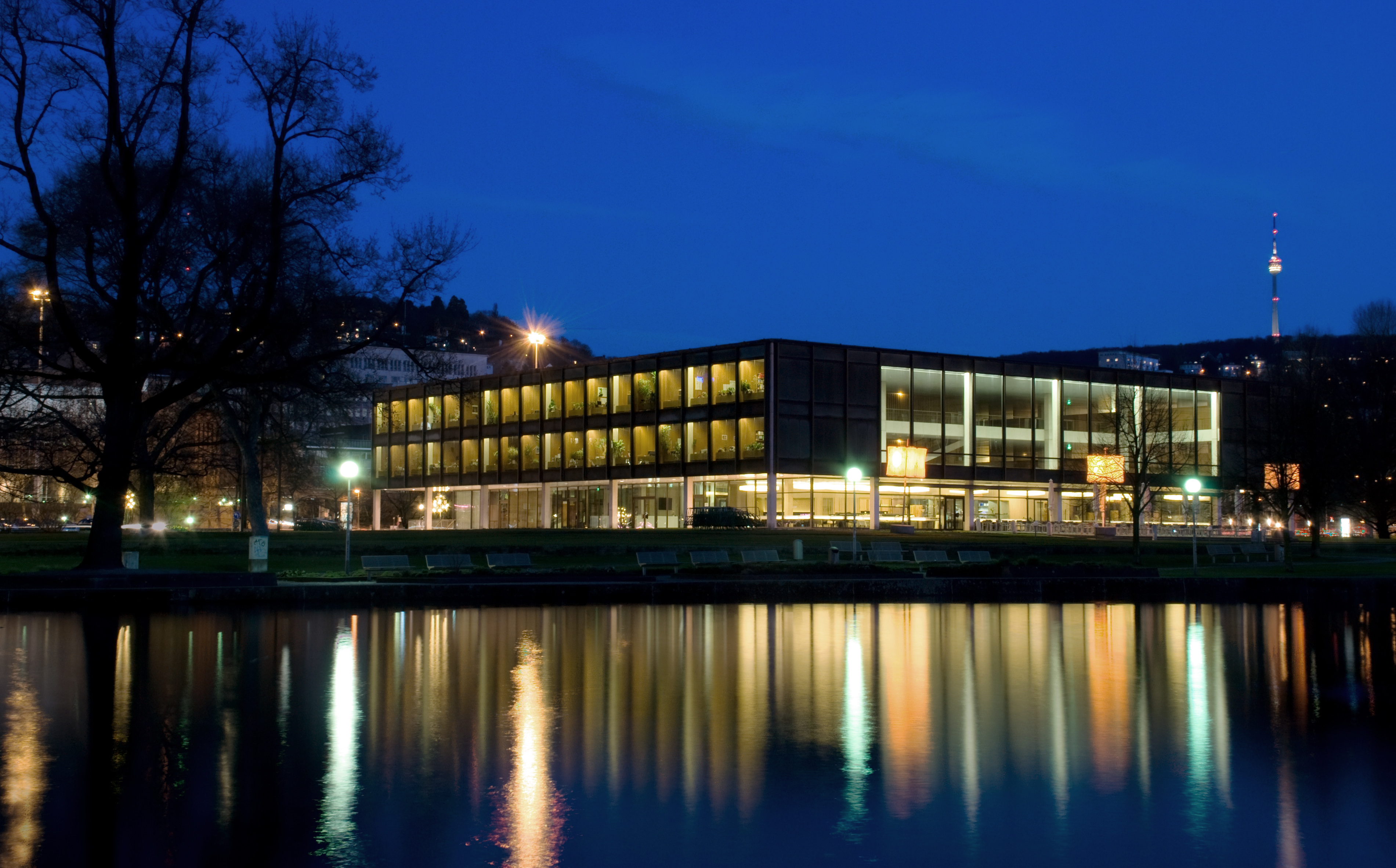
Landtag in Stuttgart

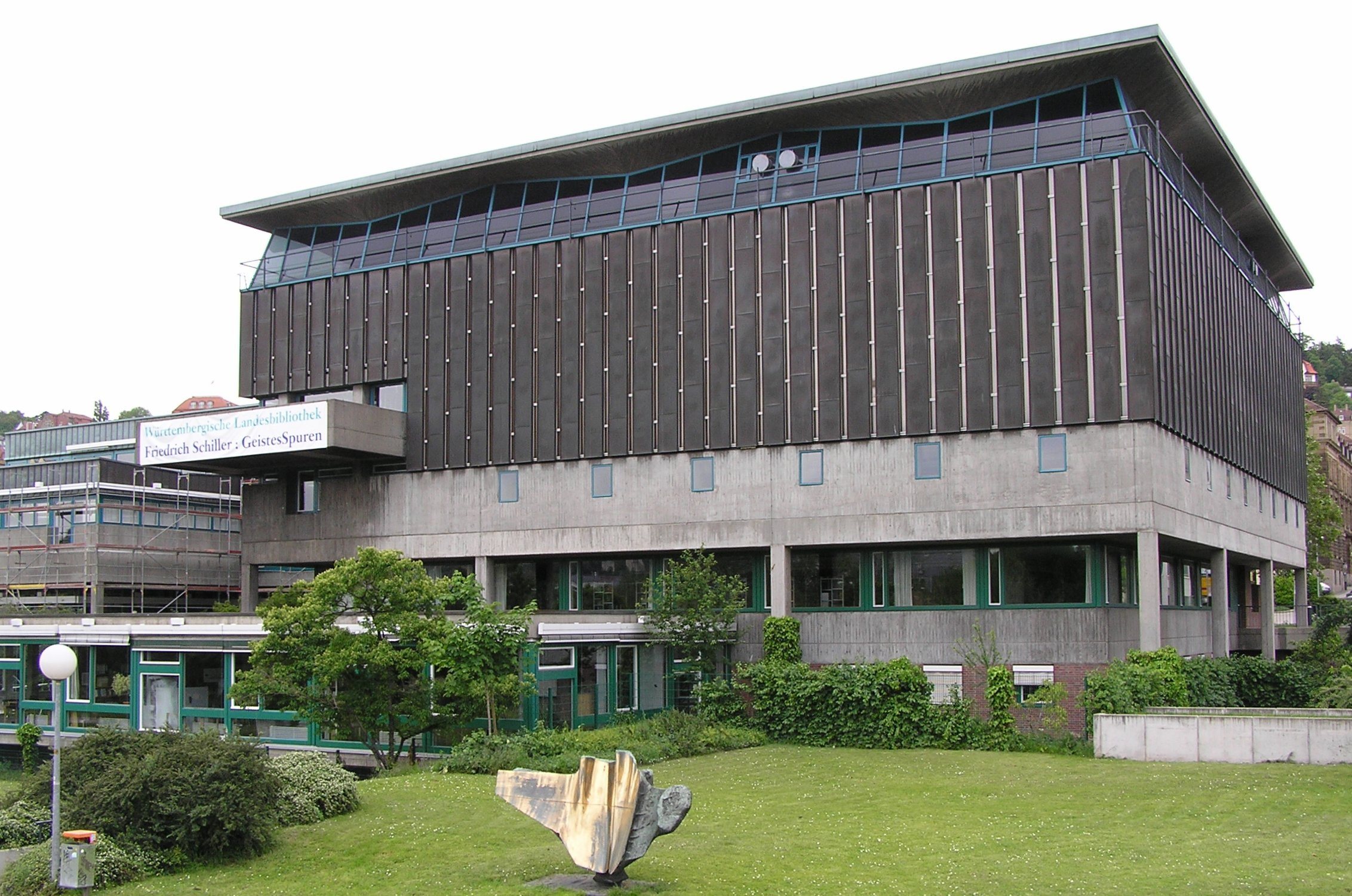
Württembergische Landesbibliothek in Stuttgart

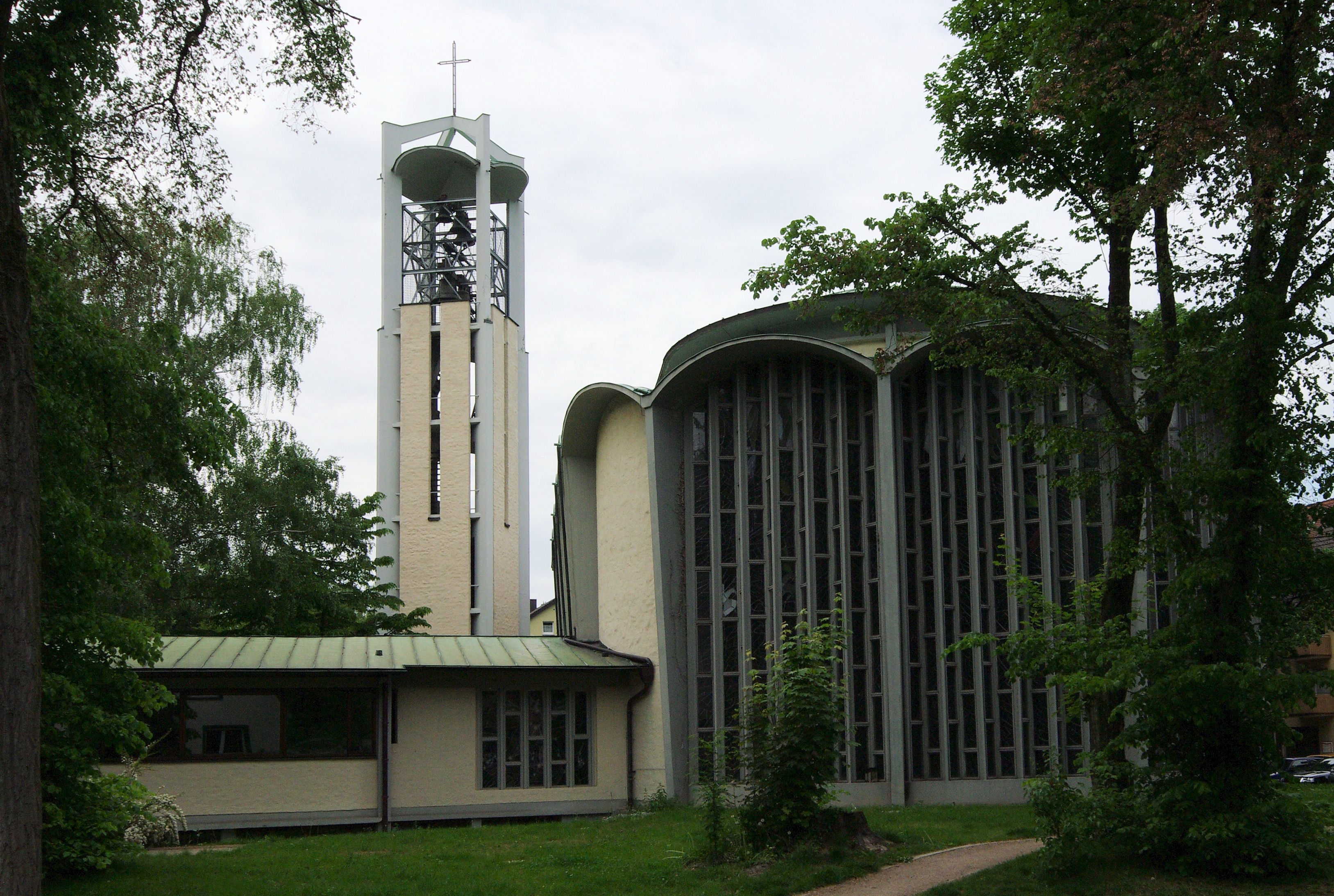
Ludwigskirche in Freiburg

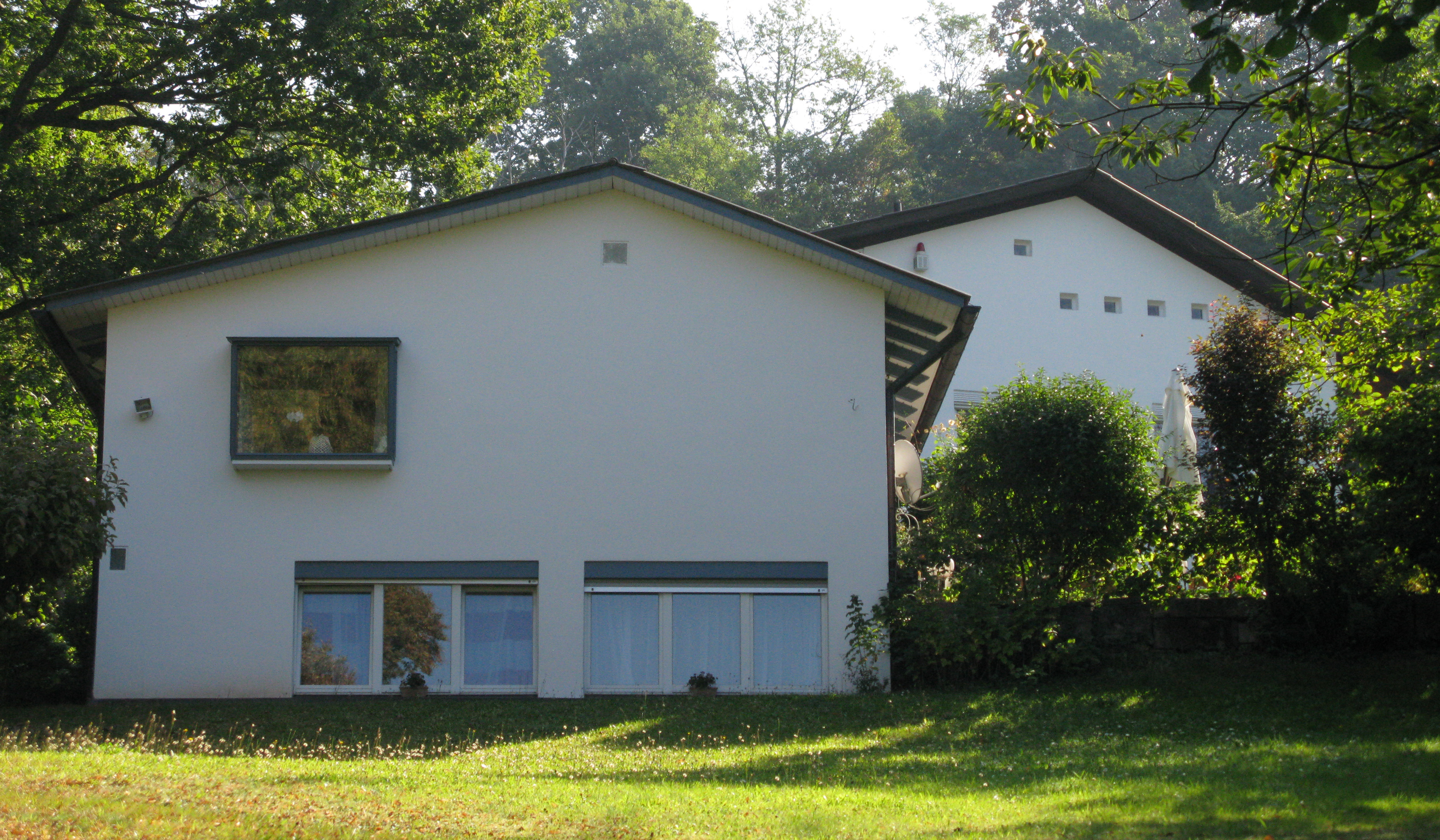
Eigenes Wohnhaus in Freiburg

Horst Eduard Linde (* 6. April 1912 in Heidelberg; † 10. September 2016 in Freiburg im Breisgau) war ein deutscher Architekt, Stadtplaner und Hochschullehrer. Er wirkte zudem als Direktor des Instituts für Städteplanung in Stuttgart.

## Leben
Horst Linde war der Sohn des Architekten und Denkmalpflegers Otto Linde. Seine Großeltern mütterlicherseits waren der Fabrikant Eduard Hager (1848–1901) und Julie geborene Wenker (1854–1890).
Linde besuchte ein Gymnasium in Baden-Baden und studierte an der Technischen Hochschule Berlin und der Technischen Hochschule Karlsruhe, wo er Schüler von Otto Ernst Schweizer war und das Studium als Diplom-Ingenieur 1939 abschloss. Von 1933 bis 1934 und von 1938 bis 1939 war er bereits als freier Architekt tätig. Er arbeitete zunächst in Emmendingen und Baden-Baden, 1939 arbeitete er als Regierungsbaumeister (Assessor) und städtischer Baurat in Lahr. 1940 begann sein Wehrdienst. Nach dem Krieg kehrte er 1946 aus der Kriegsgefangenschaft zurück und war dann von 1947 bis 1949 wieder als freier Architekt tätig. Er gründete 1947 das Baubüro für die weitgehend zerstörte Universität Freiburg. Dort arbeitete er gemeinsam mit Auguste Perret, der von der französischen Besatzungsmacht delegiert wurde. 1948 gewann Linde den Architekturwettbewerb für den Wiederaufbau der Kaiserstraße und des Stadtzentrums in Karlsruhe, ebenso 1953 für den Wiederaufbau der dortigen Stadtkirche. Ab 1950 war Linde als Baudirektor Leiter der staatlichen Bauverwaltung des Bundeslandes Baden in Freiburg im Breisgau, von 1957 bis 1959 Leiter der Hochbauabteilung im Finanzministerium Baden-Württemberg und damit Ministerialdirigent der Landesregierung. Seit 1955 war er Mitglied der Akademie der Künste (bzw. zunächst Akademie der Künste in Berlin (West)). Berufen 1959 wurde 1960 Professor für Städtebau an der Technischen Hochschule Stuttgart (ab 1967 Universität) und wechselte 1961 in den neu gegründeten Lehrstuhl für Hochschulplanung. Bis zum Ausscheiden aus der staatlichen Bauverwaltung im Jahr 1971 bzw. seiner Emeritierung 1976/77 plante und errichtete er viele öffentliche Gebäude, unter anderem Krankenhäuser, Universitätsgebäude, Schulen, Verwaltungsbauten, Siedlungen und zudem – parallel zum öffentlichen Dienstverhältnis – als freier Architekt auch Kirchen wie die Ludwigskirche in Freiburg.
1953 gehörte Linde zum Preisgericht des Wettbewerbs für das Mannheimer Nationaltheater und war ein Befürworter des Entwurfs von Ludwig Mies van der Rohe; anschließend nahm er am so genannten Bauhausstreit teil. Obwohl man auch in der Architektur von Linde den Mies’schen Einfluss spüren kann (z. B. im Stuttgarter Landtagsgebäude), richtet sich sein Stil teilweise am Brutalismus aus. Bei den wiederaufgebauten Gebäuden hat Linde das Erbe der vergangenen Jahrhunderte behutsam mit der Vision der Moderne verbunden. Moderne Materialien verwendete er in einer skulpturalen und manchmal sogar pittoresken Weise (z. B. Wendeltreppe), bei der Innenraumgestaltung kooperierte er mit Künstlern und Handwerkern. Als Vertreter der Nachkriegsmoderne betrachtete er die Faustregeln der Moderne nicht dogmatisch. Nach seinen Worten von 2012 sei seine Architektur immer funktional gedacht, was damaligem Zeitgeist entsprach; eine Selbstverewigung des Architekten durch sein Werk lehnt er als Ziel der Architektur ab.
Horst Linde war evangelisch. Mit seiner Ehefrau Elfriede Linde, geborene Jennicke, einer zwölf Jahre jüngeren Journalistin, mit der er in zweiter Ehe seit März 1962 verheiratet war, lebte er in Freiburg in dem Einfamilienhaus in der Schlierbergstraße, das er 1950 für sich entworfen hatte und in dem er starb.

## Ehrungen und Auszeichnungen
- 1951: ordentliche Mitgliedschaft der Akademie für Städtebau und Landesplanung in Köln
- 1952: Verdienstkreuz am Bande der Bundesrepublik Deutschland
- 1956: ordentliche Mitgliedschaft der Akademie der Künste in Berlin
- 1957: Ehrendoktor der Medizinischen Fakultät (Dr. med. h. c.) der Universität Freiburg[9]
- 1962: Fritz-Schumacher-Preis (Preis der Fritz-Schumacher-Stiftung)[10]
- 1963: Paul-Bonatz-Preis
- 1977: Verdienstmedaille des Landes Baden-Württemberg[11]
- 1982: Verdienstkreuz 1. Klasse der Bundesrepublik Deutschland[12]
- 1990: Ehrensenator der Universität Freiburg[13]
- 2004: Ehrensenator der Akademie der Bildenden Künste Stuttgart[14]
- 2012: Empfang der Stadt Freiburg im dortigen Colombi-Hotel zum 100. Geburtstag.[15]
- Ehrenmitgliedschaft des Royal Institute for british Architekts (RIBA)
- Ehrenmitgliedschaft des finnischen Architektenverbands in Helsinki

## Werk (Auswahl)
- 1935: Aussichtsturm mit Ehrenmal in Triberg im Schwarzwald
- 1947/50, Erstlingswerk nach dem Krieg: „Sommercafe“ in Badenweiler[16]
- 1950: eigenes Haus in Freiburg im Breisgau[8]
- 1952–1954: Neue Ludwigskirche in Freiburg[17]
- 1954: katholische Klinikkirche zum Hl. Geist in Freiburg[18]
- 1953–1956: Wiederaufbau und Gestaltung des Innenraums der Stadtkirche in Karlsruhe, auch die feste Bestuhlung und Altarkreuz[5][19]
- 1957–1961: Haus des Landtags für den Landtag von Baden-Württemberg in Stuttgart (zusammen mit Kurt Viertel und Erwin Heinle)
- 1958: Lindebad in Badenweiler; 2004 mit 10. Mio. Euro saniert; heute Wellness-Saunenbereich Lindebad[20]
- 1958–1961: Wiederaufbau des Neuen Schlosses in Stuttgart für die Landesregierung
- 1959: Kurhaus in Bad Krozingen[21]
- 1960–1961: evangelische Johanneskirche in Bad Dürrheim[22]
- Universitätsbauten in Freiburg im Breisgau, Stuttgart-Hohenheim, Tübingen, Mannheim, Karlsruhe, Konstanz und Ulm[8]
- 1964–1970: Württembergische Landesbibliothek in Stuttgart
- 1967–1968: evangelische Michaelskapelle in Baden-Baden-Ebersteinburg, auch die Inneneinrichtung (Möblierung, Altar, Kanzel und Taufbecken)[23]
- 1978–1990: Bundesgästehaus auf dem Petersberg (zusammen mit Gernot Kramer und Rudolf Wiest)

## Rezeption
- Horst-Linde-Saal im Kurhaus Bad Krozingen

## Publikationen
- Hochschulplanung. Beiträge zur Struktur- und Bauplanung. 4 Bände. 1972 ff. ISBN 3-8041-2510-7